# Malalai Kakar

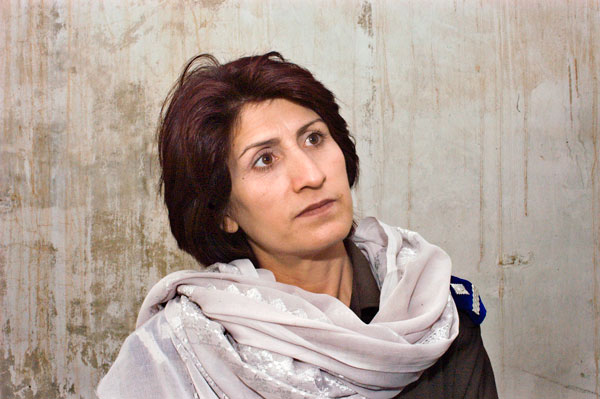
Malalai Kakar in 2004.

Malalai Kakar (1967 - Kandahar, 28 september 2008) was een Afghaanse politieagente die door een aanslag het leven verloor. Met de rang van luitenant-kolonel was ze de hoogste in rang zijnde politieagente van Afghanistan. Hierdoor vervulde ze een symboolfunctie voor de stimulering van de rechten van vrouwen in dit Centraal-Aziatische land.

## Levensloop
De Pathaanse Kakar kwam uit een echt politiegezin, zowel haar vader - Gul Mohammad Kakar - als haar vijf broers waren politieagenten. Op aandringen van haar vader ging zij in 1982 zelf ook bij de politie, eerst naar de politieacademie en daarna aan het eind van de jaren tachtig naar het politiekorps. Toen de Taliban halverwege de jaren negentig aan het bewind kwam, moest ze noodgedwongen stoppen. Ze richtte vervolgens in het geheim een meisjesschool op. De Taliban kreeg hier echter lucht van, waardoor ze in 1996 naar Pakistan vluchtte. Na de val van de Taliban eind 2001 hervatte ze onmiddellijk haar politiewerkzaamheden en was daarmee de eerste vrouwelijke politieagent van na de Taliban-periode.
In Kandahar leidde ze een uit zeventien vrouwen bestaande eenheid die zich speciaal toelegde op de bestrijding van misdaden die tegen vrouwen werden gepleegd omdat dit mannen in het streng-islamitische Afghanistan niet is toegestaan. Kakar hield zich met name bezig met de opsporing van diefstallen, moorden en smokkel van wapens en drugs. Eveneens vervulde ze een bemiddelende rol bij huwelijks- en familieproblemen, waaraan volgens haar het gebruik van het uithuwelijken meestal debet is.
Ze was voor geen kleintje vervaard en ging vuurgevechten (uitgevochten met een kalasjnikov) niet uit de weg. Een aantal keren werd er een aanslag op haar uitgevoerd, in een van de gevallen doodde ze drie aanvallers. Ze verrichtte haar werk in de boerka maar besloot in 2005 deze nog slechts buiten het politiebureau aan te doen en binnen het bureau een uniform met hoofddoek te dragen. De allesverhullende boerka stelde haar in staat om buiten incognito haar politiewerk te doen.
De maanden voorafgaand aan haar gewelddadige dood kreeg haar vrouwelijke politie-eenheid steeds meer te kampen met een toename van de terroristische activiteiten van de Taliban. Het gevolg van dit alles was dat de agentes zich nauwelijks nog buiten het politiebureau durfden te wagen en zelfs dat enkelen van hen het politiewerk neerlegden.
Het toenemende geweld trof uiteindelijk ook haar. Malalai Kakar kwam op 41-jarige leeftijd om het leven toen ze op het punt stond om naar haar werk te gaan en door twee mannen die op een motorfiets zaten onder vuur werd genomen. Haar achttienjarige zoon werd daarbij zwaargewond. De Taliban verklaarde later achter de aanslag te hebben gezeten.
Het toenemende terroristische geweld van de Taliban blijft de (vrouwelijke) politieagenten belemmeren hun werk goed uit te voeren. Volgens het Afghaanse ministerie van binnenlandse zaken hebben in de eerste helft van 2008 720 agenten het leven gelaten, in de meeste gevallen door bermbommen en zelfmoordaanslagen. In juni 2008 werd er voor het eerst ook een politieagente gedood, in de noordwestelijke provincie Herat. Van de zeventig- à tachtigduizend Afghaanse politiefunctionarissen zijn er circa zevenhonderd vrouw.

## Familie
Malalai Kakar was getrouwd en moeder van zes kinderen. Ze was de kleindochter van een stamhoofd.